# ديلفن وليامز
ديلفن وليامز (بالإنجليزية: Delvin Williams)‏ هو لاعب كرة قدم أمريكية أمريكي، ولد في 17 أبريل 1951 في هيوستن في الولايات المتحدة.

## وصلات خارجية
- ديلفن وليامز على موقع مرجع كرة القدم المحترفة.كوم (الإنجليزية)